# فرانز فوغل
فرانز فوغل (بالألمانية: Franz Vogel)‏ هو منتج أفلام ألماني، ولد في 9 ديسمبر 1883 في برلين في ألمانيا، وتوفي بنفس المكان في 4 أكتوبر 1956.

## وصلات خارجية
- فرانز فوغل على موقع IMDb (الإنجليزية)